# Листеш, Кристиан (футболист, 2005)
Кристиан Листеш (венг. Lisztes Krisztián; 6 мая, 2005) — венгерский футболист, атакующий полузащитник немецкого клуба «Айнтрахт Франкфурт», выступающий на правах аренды за «Ференцварош».

## Клубная карьера
14 мая 2022 года Листеш дебютировал за «Ференцварош» в чемпионате Венгрии, выйдя на замену в матче против клуба «Дьирмот». 2 апреля 2023 года Кристиан, выйдя на замену в матче против клуба «МОЛ Фехервар», оформил дубль, благодаря которому «Ференцварош» сыграл вничью.
5 сентября 2023 года франкфуртский «Айнтрахт» объявил о договорённости по трансферу Листеша. Кристиан присоединился к новому клубу 1 июля 2024 года и подписал контракт до 30 июня 2029 года.

## Карьера в сборной
Выступал за сборные Венгрии до 17 лет, до 19 лет и до 21 года.

## Личная жизнь
Отец Листеша — Кристиан Листеш — бывший футболист.